# シミュレーションズ
『シミュレーションズ』は、CS放送のフジテレビ721（現・フジテレビTWO）で放送されたテレビ番組。初期の放送時間は90分。
初回放送は、1998年7月 - 1999年10月と、2000年4月 - 7月。
2005年にも同局で再放送された。

## 概要
毎回のテーマに沿い、日本の社会（制度・現象）が変わった場合を、主にドラマ形式でシミュレーションするフィクション（途中途中に、大学教授など専門家の解説も挿入される）。
ドラマ部分の登場人物は全て子役が演じ、大人の声をアテレコするスタイル。

## 放送リスト
| 回 | タイトル                        | テーマ                                   |
| -- | ------------------------------- | ---------------------------------------- |
| 1  | X国軍 男鹿半島侵攻              | 男鹿半島に外国の軍隊が侵攻               |
| 2  | 赤線復活法案提出                | 赤線                                     |
| 3  | 新種病原体 千葉市アウトブレイク | 成田国際空港からのアウトブレイク         |
| 4  | 埼玉県独立                      | 埼玉県が日本国から独立                   |
| 5  | クローン殺害事件                | クローン人間                             |
| 6  | 地球外知的生命体 日本へ         |                                          |
| 7  | 天才少年                        |                                          |
| 8  | 東京シンプソン裁判              |                                          |
| 9  | 東京超高層ビル大火災            | ビル火災                                 |
| 10 | 影武者内閣総理大臣              |                                          |
| 11 | 積雪2メートル 首都凍結          |                                          |
| 12 | 2000年ノーベル賞授賞式          |                                          |
| 13 | 名古屋遷都                      | 遷都                                     |
| 14 | 無限エネルギー発生装置開発      | フリーエネルギー（永久機関）             |
| 15 | 偽造一万円札 日本経済破壊       | 偽札                                     |
| 16 | 巨大未確認生物 東京湾封鎖       | 浦賀水道にUMAのウッシーが出現            |
| 17 | 日本国大統領選挙                | 大統領選挙 ※非ドラマ形式                 |
| 18 | BE MY BABY                      | 精子バンク・遺伝子操作                   |
| 19 | ニッポン預言者物語              | 宗教法人                                 |
| 20 | 変身                            | 昆虫の生態（カフカの「変身」をモチーフ） |